# Левченко Андрій Якимович
Андрій Якимович Левченко (26 серпня 1917, Житники — 30 вересня 1965, Київ) — український радянський фотограф-документаліст.

## Біографія
Андрій Якимович Левченко народився 26 серпня 1917 року у селі Житники на Черкащині. У 1933 році закінчив 10 класів і поїхав до Харкова, тодішньої столиці. Там влаштувався працювати на бісквітну фабрику. У вільний час юнак займався спортом та опановував фотографію.
1938 року призваний до Червоної армії.  Служив полковим фотографом у 96 мостовому залізничному полку. Під час служби брав участь у Зимовій війні (1939—1940), коли Радянський Союз здійснив напад на Фінляндію.
1941 року полк Левченка спішно перекидають для оборони Києва.
Левченко служив фотокором газети «Вперед на Захід», 9-го механізованого Київсько-Житомирського гвардійського  корпусу. Був тричі поранений. Нагороджений орденом «Червоної зірки».
Андрій Левченко пройшов всю війну. На його світлинах Замостя, Відень, Прага, Берлін.
Після демобілізації, у жовтні 1945 повертається до Києва. Працює  фотографом у Академії наук УРСР. Зробив багато повоєнних фото, де показав, як відбудовувалось місто.
З 1948 по 1957 роки співпрацював із «Київським товариством художників». Ця спілка випускала чорно-білі поштові листівки з видами Києва.
У 1955 році Андрій Левченко працює завідувачем фотолабораторії «Виставки передового досвіду у народному господарстві УРСР». Йому належать чи не найперші фото Виставки.
З 1959 року Андрій Левченко очолює кіно-фотолабораторію в Українській сільськогосподарській академії. Його світлини друкуються в газеті «За сільськогосподарські кадри», «Вечірній Київ», «Київська зоря».
Роботи Андрія Левченка публікувалися у фотоальбомі  «Київ у фотоілюстраціях», 1954 року, книзі Григорія Логвина «Київ», по художнім пам'яткам Києва, 1960 року, київські путівники Михайла Шулькевича, Леоніда Даєна та Дмитра Мишка, 1958—1965 років.
Пішов із життя Андрій Левченко у 48 років — 30 вересня 1965 року. Похований на Байковому кладовищі.
Фотороботи Андрія Левченка надзвичайно природні, він уникав популярні тоді постановочні кадри. Обходячи ідеологічний пресинг, шукав нейтральні теми: побутові сценки з міського життя, знімав історичні та архітектурні об'єкти.

## Галерея

Вулиця Леніна (Богдана Хмельницького), фото А. ЛевченкаВулиця Леніна (Богдана Хмельницького), фото А. Левченка
Хрещатик. Листівка, фото А. Левченка, 1959Хрещатик. Листівка, фото А. Левченка, 1959
Пасаж, вулиця Хрещатик 15, 1962 рік. фото А. ЛевченкаПасаж, вулиця Хрещатик 15, 1962 рік. фото А. Левченка
Хрещатик, 50-ті рр. фото А. ЛевченкаХрещатик, 50-ті рр. фото А. Левченка